# Nicolas Bataille (1330-1405)
Pour les articles homonymes, voir Nicolas Bataille (homonymie) et Bataille (homonymie).

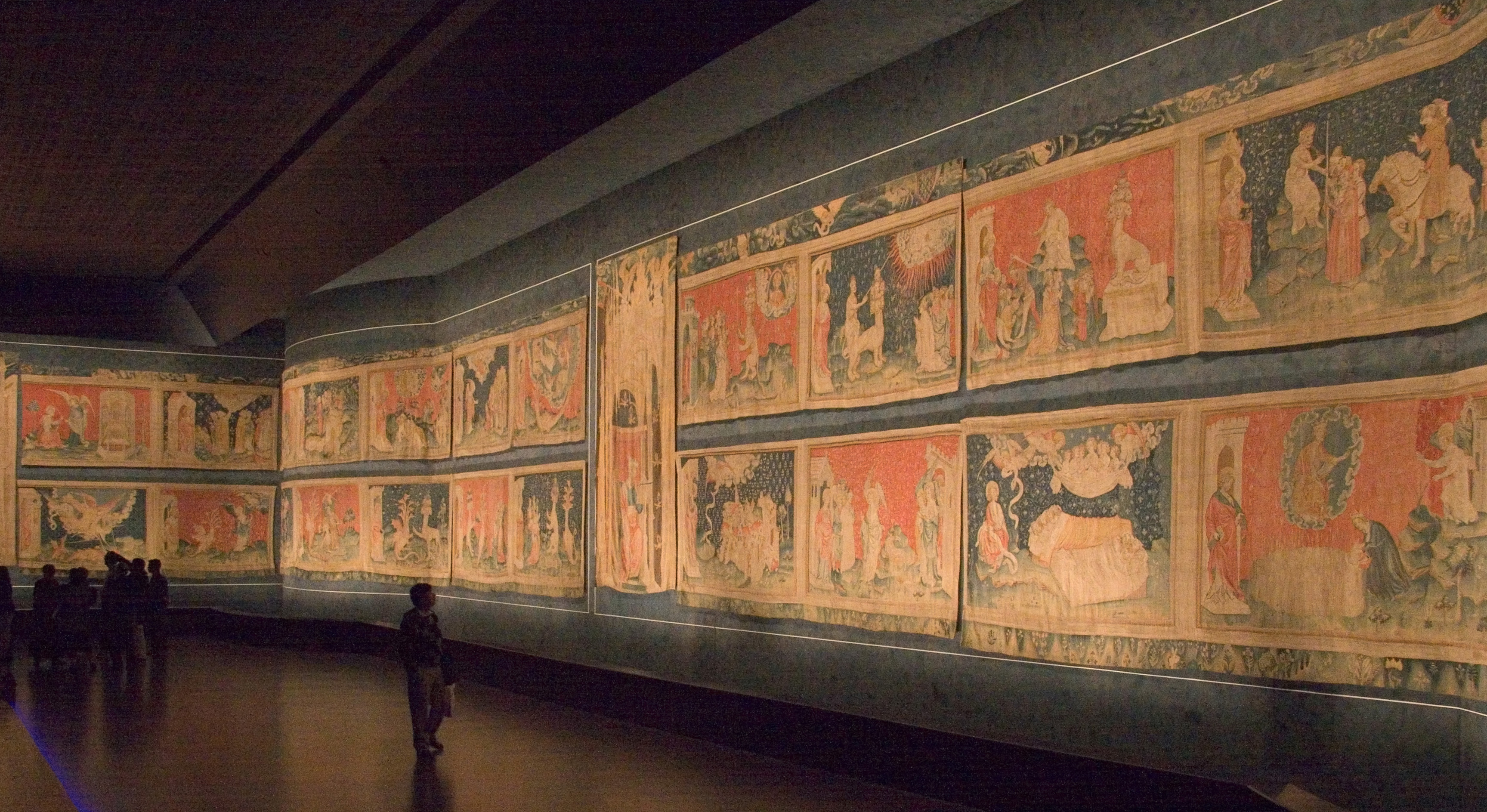
Tenture de l'Apocalypse d'Angers commandée par Nicolas Bataille d'après les cartons de Hennequin de Bruges.

Nicolas Bataille (né à Paris vers 1330 et mort au plus tard en 1400, probablement en 1399) est un célèbre marchand de tapisserie du XIVe siècle, réputé pour être le fournisseur de la maison de France de l'époque. Les comptes des ducs d'Anjou et de Touraine montrent que Nicolas Bataille a été un marchand de tapisseries, un lissier dirigeant ses propres ateliers mais pouvant en sous-traiter la fabrication, mais aussi un financier capable de soutenir par ses propres capitaux les retards de paiement des tapisseries qu'il réalisait.

## Biographie
D'après les comptes de Trésorerie de Louis Ier d'Anjou, duc Anjou, Nicolas Bataille a fourni la célèbre tenture de l'Apocalypse de 1373 à 1380 à partir des cartons du peintre flamand Hennequin de Bruges. Commandée par Louis Ier d'Anjou, la tenture de l'Apocalypse fut réalisée à Paris entre 1373 et 1380 sur les cartons de Hennequin de Bruges, peintre de la Cour du roi de France Charles V. Il a fallu 7 ans et 35 lissiers pour réaliser ce chef-d'œuvre monumental unique au monde, présenté aujourd'hui à l'intérieur du château d'Angers.
Nicolas Bataille est cité dans un document pour la première fois en 1373. Le 23 septembre 1373, il vend au prix de « vingt frans » « six tapis d'œuvre d'Arras, armoiés des armes de Monseigneur ». À cette date-là il est déjà employé par des personnages importants et devait déjà avoir atteint une position élevée dans l'industrie parisienne de la tapisserie. Jules Guiffrey propose de le faire naître entre 1330 et 1340 ce qui peut être confirmé par le fait qu'un fils est âgé de 24 ans en 1395. En 1376, il vend à Amédée VI, comte de Savoie, marié à Bonne de Bourbon, 18 pièces de tapisserie. Le 24 octobre 1375 il reçoit le premier paiement pour des pièces de la tenture de l'Apocalypse. Il reçoit d'autres paiements en 1376. En avril 1378, il reçoit un acompte de 1 000 francs pour deux pièces de l'Apocalypse. En 1379, il perçoit un nouvel acompte de 300 francs pour trois pièces. Pour Jules Guiffrey, le prix de chacune des six tapisseries, mesurant 24 m de long et 6 m, de haut a été payée 1 000 francs. Cinq de ces tapisseries devaient être terminées à la fin de 1379. Elles ont été payées sur la base de 9 livres 12 sous l'aune carrée (environ 1,4 m2). En 1379, il est payé pour une tapisserie de la Vie de Notre-Dame. L'année précédente, le duc d'Anjou lui a fait payer 100 francs pour un drap de tapisserie sur l'histoire de la Passion. Il est encore payé 500 francs le 6 novembre 1378 pour « certains tappiz à images ». Le 16 juin 1379, Nicolas Bataille reçoit 35 francs mais il doit n'en garder que 20, le reste doit être donné aux valets de Robert Poinçon qui ont travaillé à la tapisserie du duc d'Anjou. Les comptes de trésorerie du duc d'Anjou après 1379 ont disparu. Nicolas Bataille réapparaî dans les documents en 1387. Il livre des tapisseries armoriées aux armes de la reine ou à celles du duc de Touraine. En 1388, il est cité dans le compte royal de l'Argenterie. 
Le duc de Touraine lui achète en 1389 une pièce représentant l’Histoire de Thésée et de l'Aigle d'or pour une somme de 1 200 francs que le duc a eu du mal à payer et s'en est acquitté en payant 100 francs par mois. Le prix total n'a été payé qu'en février 1392. Le prix élevé de 1 200 francs laisse à penser que cette tapisserie devait être importante. 
Un compte de l'Argenterie du roi montre que Nicolas Bataille a fourni au moins une trentaine de tapis armoriés entre 1390 et 1393. Jusqu'en 1400, il va livrer soit à la maison royale, soit au duc de Touraine devenu duc d'Orléans, des tapis de laine armoriés. Leur prix peu élevé montre que ces tapis devaient être d'une facture courante. Le 2 juillet 1391, il donne quittance pour une tapisserie semée d'épis d'or évaluée au prix de 3 francs l'aune carrée. Cette tapisserie était destinée à une chambre de drap d'or semée d'épis d'orge pour la duchesse de Touraine.
Le 3 mai 1396, un ordre de paiement de 1 700 livres est passé pour payer Nicolas Bataille qui a livré trois pièces d'une surface totale de 206 aunes carrés. La première représente l'histoire de Pentasillée, la seconde Beuve de Hantonne, la dernière est consacrée aux aventures des Enfants de Renaud de Montauban et de Riseus de Ripemont. Le 8 février 1398, le duc d'Orléans donne mandement à son trésorier pour payer Nicolas Bataille pour des tapisseries destinées à des chambres et un tapis de chapelle représentant l’Arbre de Vie.
Le 13 décembre 1397, Nicolas Bataille et un de ses concurrents, Jacques Dourdin, reçoivent d'officiers de la Maison du roi la commande d'une vaste tenture en fil d'or et fil fin d'Arras pour la somme considérable de 2 743 livres et 4 sous parisis. Nicolas Bataille était vivant au moment de la commande, mais en 1400, c'est sa veuve, Marguerite de Verdun, qui reçoit le solde du prix. Elle représentait le spectacle des « joustes qui pieça furent faictes à Saint-Deni » le 1er mai 1389 et les deux jours suivants à l'occasion de la réception dans l'ordre de chevalerie du frère du roi et de son cousin Louis II d'Anjou.
Un acte du 4 septembre 1395 cite son fils Jehan Bataille alors âgé de 24 ans qu'il avait eu d'un premier mariage. De son second mariage avec Marguerite de Verdun il a eu des enfants qui sont mineurs au moment de sa mort et placés sous la tutelle d'un tapissier nommé Jean Paillart. Un compte de l'Argenterie du roi mentionne des livraisons de tapis par Marguerite de Verdun entre 1407 et 1410.